# E Street
 (juin 2022).
- Si vous ne connaissez pas le sujet, laissez ce bandeau (vous pouvez alors contacter les auteurs).
- Si vous supprimez le contenu mis en cause (vous pouvez préalablement contacter les auteurs),

argumentez précisément cette suppression dans la page de discussion
(un manque de référence n'est pas un argument ; une recherche réelle de référence doit avoir été effectuée, être formellement documentée).
E Street est un feuilleton télévisé australien créé par Forrest Redlich, diffusée du 24 janvier 1989 au 20 mai 1993 sur Network 10. Le feuilleton est inédit dans tous les pays francophones.

## Synopsis
La série décrit la vie dans le quartier de Westside, à Sydney.

## Distribution
- Penny Cook : Elly Fielding
- Simon Baker : Sam Farrell
- Katrina Sedgwick : Sarah McKillop
- Tony Martin : Bob Brown
- Paul Kelman : Chris Pratchett
- Alyssa-Jane Cook : Lisa Bennett
- Leslie Dayman : George Sullivan
- Cecily Polson : Martha O'Dare